# 愛さずにはいられない (映画)
『愛さずにはいられない』（あいさずにはいられない、Fools Rush In）は、1997年のアメリカ合衆国のロマンティック・コメディ映画。監督はアンディ・テナント、出演はマシュー・ペリーとサルマ・ハエックなど。一夜限りの関係のはずが女性が妊娠したために結婚した男女が2人の間のカルチャー・ギャップなど現実の問題に直面していく姿を描いている。

## ストーリー
ニューヨーク在住のアレックス・ホイットマンは、彼が所属する会社が請け負ったナイトクラブの建設を監督するためにラスベガスに派遣される。堅物でWASPのような感じである彼は、ラスベガスで自由奔放なメキシコ系アメリカ人写真家のイザベル・フエンテスと出会う。アレックスとイザベルはすぐに惹かれ合い、一夜を共にするが、翌朝、アレックスがまだ眠っている間にイザベルはそっと立ち去ってしまう。
3か月後、イザベルはアレックスを見つけ、彼の子供を妊娠していることを告げる。彼女は、家族をがっかりさせることになるだろうが、子供を産んで1人で育てることに決めている。イザベルは、自分の家族が赤ちゃんの父親に少なくとも一度は会えるようにするために、アレックスを家族の夕食に誘う。アレックスは同意し、文化の違いはあるものの、イザベルに益々惹かれるようになる。イザベルは別れを告げる覚悟ができているのだが、アレックスは交際を続けようと言う。
アレックスはプロポーズし、2人はラスベガスの結婚式場で、エルビス・プレスリーの物まね芸人を証人として、すぐに結婚する。しかし、アレックスがニューヨークを拠点とする仕事とネバダ州で自分の家族のそばにいたいというイザベルの希望とのバランスを取るのに苦労する中、2人とも段々、お互いと一緒にいるべきなのか疑問に思うようになる。イザベルの父親は、イザベルが妊娠し、家族や自分の同意無しにアレックスと結婚したことを知り、彼女を勘当する。
6月初旬、アレックスは本社で上司から新しいプロジェクトと昇進のために7月1日にニューヨーク戻って来るように言われる。アレックスはそれに同意するが、イザベルには10月に赤ちゃんが生まれるまでニューヨークに戻ることは無いと約束していた。
アレックスが忙しくてよそよそしくなっている理由をイザベルが知ると、2人は喧嘩になる。イザベルは体調を崩し入院し、見舞いに来たアレックスには流産したと嘘をつき、2人はもう一緒にいるべきではないと言う。
取り乱したアレックスはニューヨークに戻り、イザベルはメキシコのアグアスカリエンテスに住む曽祖母のもとへ行く。イザベルからの離婚書類を受け取った後、彼は幾つかの「サイン」を目にする。例えば、司祭が彼に「導き」を見逃さないように言ったり、チワワにつまずきそうになったり、グランドキャニオンの写真を見たり、そして、イザベルという名のヒスパニック系の少女が彼から目を離せない様子を見たり、といった具合である。アレックスはイザベルを愛しており、自分のキャリアよりも彼女の方が大切であることに気づく。
イザベルが引き続き妊娠していることを知らないアレックスは、メキシコの曽祖母のところに彼女を探しに行く。スペイン語しか話せない曽祖母は、イザベルがアレックスを愛しており、赤ちゃんを産むためにラスベガスへ車で戻る最中だと告げる。アレックスはフーバーダムで彼女をつかまえ、愛していると告げ、彼女が妊娠していることに気づく。
イザベルは突然陣痛が始まり、娘を出産する。それと同時に、彼らの離婚が成立する時刻となる。その後すぐに、彼らはグランドキャニオンを見下ろす崖の上で、両家の家族が見守る中、再度結婚する。 

## キャスト
| 役名                                         | 俳優                     | 日本語吹替 |
| -------------------------------------------- | ------------------------ | ---------- |
| アレックス・ウィットマン                     | マシュー・ペリー         | 石川禅     |
| イザベル・フェンテス                         | サルマ・ハエック         | 山像かおり |
| ジェフ（アレックスの同僚で友人）             | ジョン・テニー           | 山路和弘   |
| チューイ（イザベルの幼馴染）                 | カルロス・ゴメス         | 内田直哉   |
| トーマス・フェンテス（イザベルの父）         | トーマス・ミリアン       | 大木正司   |
| レイニー（イザベルの親友）                   | シオバン・ファロン       | 棚田恵美子 |
| リチャード・ウィットマン（アレックスの父）   | ジョン・ベネット・ペリー | 稲葉実     |
| ナン・ウィットマン（アレックスの母）         | ジル・クレイバーグ       | 宮寺智子   |
| アマリア・フェンテス（イザベルの母）         | アン・ベタンコート       | 久保田民絵 |
| キャシー・スチュワート（アレックスの幼馴染） | スザンヌ・シュナイダー   | 林佳代子   |

- その他の日本語吹替え：定岡小百合／高瀬右光／鳥畑洋人／深水由美／金子由之／寺内よりえ／北川勝博／竹口安芸子／小野未喜

## 作品の評価
Rotten Tomatoesによれば、36件の評論のうち高評価は31%にあたる11件で、平均点は10点満点中5.2点、批評家の一致した見解は「『愛さずにはいられない』は、正反対の人物同士が惹かれ合って思いがけないハッピーエンドを迎える、ごく普通の退屈なロマンチック・コメディである。」となっている。
Metacriticによれば、17件の評論のうち、高評価は4件、賛否混在は7件、低評価は6件で、平均点は100点満点中38点となっている。